# Ren'Py
Ren'Py es un motor de videojuego libre que permite crear novelas visuales, un tipo de historia interactiva a través de computadora. Ren'Py está escrito en Python usando la biblioteca Pygame, y está disponible oficialmente para Windows, Mac OS X y Linux.

## Características
Ren'Py incluye todas las opciones básicas de un motor de novela visual, como por ejemplo historias ramificadas, opción para guardar y cargas partidas, diferentes transiciones entre imágenes y la posibilidad de retroceder en la historia. Adicionalmente también se puede usar código Python para que los usuarios más avanzados puedan dar más opciones al juego.
Su lenguaje basado en script hace posible el desarrollo de novelas visuales simples hasta el desarrollo de novelas visuales complejas.
Ren'Py cuenta con una documentación que nos puede ayudar a comenzar a desarrollar novelas visuales y juegos de simulación.
Como muchos motores de videojuegos, Ren'Py tiene soporte para compilar juegos a Microsoft Windows, Mac OS X, Linux, también cuenta con soporte para compilar juegos a dispositivos móviles, Android (Desde Windows y Linux) e IOS (Solo desde MacOS).
A partir de la versión 8.0, Ren'Py eliminó el soporte para Python 2

## Requisitos
Estos son los requisitos que debes tener en cuenta a la hora de usar Ren'Py u jugar un juego hecho en este:
Windows
- Versión: Windows 7 o superior
- CPU: 2.0 GHz solo 64 bits
- RAM: 2.0 GB
- Gráficos: OpenGL 3.0 o DirectX 11

MacOS
- Versión: 10.6+  (A partir de la versión 7.6 y 8.0 requiere 10.10+)
- CPU: 2.0 GHz solo 64 bits
- RAM: 2.0 GB
- Gráficos: OpenGL 3.0

Linux
- Versión: Ubuntu 16.04+
- CPU: 2.0 GHz solo 64 bits
- RAM: 2.0 GB
- Gráficos: OpenGL 3.0

## Novelas visuales y juegos destacados hechos con Ren'Py
- Akabur
  - Princess Trainer[1]
  - Witch Trainer[2]
- BerndSoft
  - Bernd and the Mystery of Unteralterbach[3]
- Christine Love
  - Digital: A Love Story[4]
  - Don't take it personally, babe, it just ain't your story[5]
  - Analogue: A Hate Story[6][7]
- Cyanide Tea
  - Break Chance Memento[8]
- Dischan Media
  - Cradle Song
  - Juniper's Knot[9]
  - Dysfunctional Systems: Learning to Manage Chaos[10]
- Four Leaf Studios
  - Katawa Shoujo[11]
- Hanako Games
  - Date Warp[cita requerida]
  - Long Live The Queen[cita requerida]
  - Magical Diary[cita requerida]
  - The Royal Trap[cita requerida]
- Jafasoft
  - Neko no Yume
- Love in Space
  - Sunrider:Mask of Arcadius[12]
  - Sunrider:Academy[13]
  - Sunrider:Liberation Day
- Marcel Weyers
  - Sleepless Night[14]
  - This Is Where I Want To Die[15]
  - To Kill A Black Swan[16]
- Nekomura Games
  - Princess Battles[17]
- Paper Dino Software
  - Save the Date[18]
- Riva Celso
  - Always Remember Me[cita requerida]
  - Bionic Heart[cita requerida]
  - Heileen[cita requerida]
  - Loren The Amazon Princess[19]
  - Planet Stronghold[cita requerida]
  - Roommates
  - Summer Session[cita requerida]
  - Tales of Aravorn: Seasons of the Wolf
- roseVeRte
  - Café 0 ~The Drowned Mermaid~[20]
- sakevisual
  - Jisei series[21][22][23][24]
  - RE: Alistair[cita requerida]
- Soviet Games
  - Everlasting Summer
  - Winter Tale
- Spicy Tails
  - World End Economica (Sakai Visual port)[25]
- Team NEET
  - Sepia Tears ~midwinter's reprise~[26][27][28][29][30][31][32]
- Team Salvato
  - Doki Doki Literature Club!